# 吹上砂丘荘
吹上砂丘荘（ふきあげさきゅうそう）は、鹿児島県日置市にあった国民宿舎。1970年（昭和45年）12月にオープン。2025年（令和7年）3月1日が最後の営業となり、同年3月31日をもって日置市直営による事業を廃止することとなった。

## 概要
1970年（昭和45年）12月に旧吹上町の観光のシンボルとして「国民宿舎 吹上砂丘荘」の名称で開館した。建物（1970年築）はRC棟で、1985年（昭和60年）に一部リニューアルした。
吹上浜金峰山自然公園内に位置し、土地面積は11,971平方メートル、建物面積は4,604.70平方メートルで、建物内には宿泊、食堂、広間、会議室があった。
利用者は2019年度には約3万人だったが、新型コロナ禍により2020年度と2021年度には約1万1000人にまで減少。赤字経営が続き、老朽化に伴う改修費用が約4億円となり、従業員の確保も難しくなっていることから、2025年3月で閉館することとなった。
砂丘荘の有効活用のため、日置市は民間事業者を2024年末から公募し、2025年3月中に選定する方針とした。

## 民間への譲与
2025年（令和7年）3月、日置市はいちき串木野市の宿泊業「アクシア」を譲与先に選定し、建物を譲与し、土地は無償で貸し付けることとなり、アクシアも従業員を再雇用する方向で同年7月のオープンを目指している。

## 所在地
- 鹿児島県日置市吹上町今田1004番地3[2]